# Lycée Eusebio-da-Guarda
Le lycée Eusebio-da-Guarda est un lycée de la ville de La Corogne en Espagne. Sa construction a commencé en 1886 et s'est achevée en 1889, promue par le philanthrope Eusebio da Guarda González. Tant à l'origine qu'à l'heure actuelle, le lycée était mixte.

## Histoire
Le Plan Général des Études de 1845, connu sous le nom de Plan Pidal, prévoyait un lycée dans chaque capitale provinciale d'Espagne, d'où la création en Galice des lycées de Pontevedra, d'Orense et de Saint-Jacques-de-Compostelle (ce dernier étant créé parce que Saint-Jacques-de-Compostelle possédait une université bien que n'étant pas une capitale provinciale). En 1848, le lycée créé à Lugo en 1843 est déplacé à Monforte de Lemos. La construction du lycée de La Corogne, la ville la plus peuplée de Galice, n'a été approuvée qu'en 1862 (puisqu'il y avait déjà un lycée à Saint-Jacques-de-Compostelle dans la province de La Corogne) avec une estimation de 50 élèves.
Le premier bâtiment à abriter le lycée de La Corogne a été le palais du Marquis de Camarasa dans la rue Ferrerías. En 1881, Eusebio da Guarda a offert un million de pesetas au conseil municipal pour la construction d'un nouveau lycée sur le site de l'ancien bastion de Caramanchón, adjacent au quartier de la Pescadería. L'État a cédé le terrain. Le bâtiment a été conçu par l'architecte Faustino Domínguez Coumes-Gay.
Au cours de l'année scolaire 1889-1890, avant le début de l'activité académique dans le nouveau bâtiment, un total de 26 élèves, tous des garçons, ont obtenu le diplôme de l'enseignement secondaire. À cette époque, l'éducation des filles n'était pas séparée de celle des garçons, mais c'était une rareté : la première élève a obtenu ce diplôme au lycée de La Corogne en 1875.
En 1941, le lycée pour garçons a été construit dans la ville, devenant exclusivement pour les filles le lycée Eusebio da Guarda, jusqu'en 1986, date à laquelle il a été à nouveau mixte.

## Description
Le bâtiment présente un plan rectangulaire autour de deux cours centrales séparées par un grand escalier. Il présente une façade divisée en trois corps, les deux côtés étant blanchis à la chaux. La partie centrale est en pierre apparente et de style néo-Renaissance, ce qui lui confère une certaine solennité. 
À l'intérieur, la salle de conférences est remarquable, avec des peintures de León Bianchi et Román Navarro. Dans la salle des professeurs, il y a une peinture murale de Felipe Criado.

## Galerie

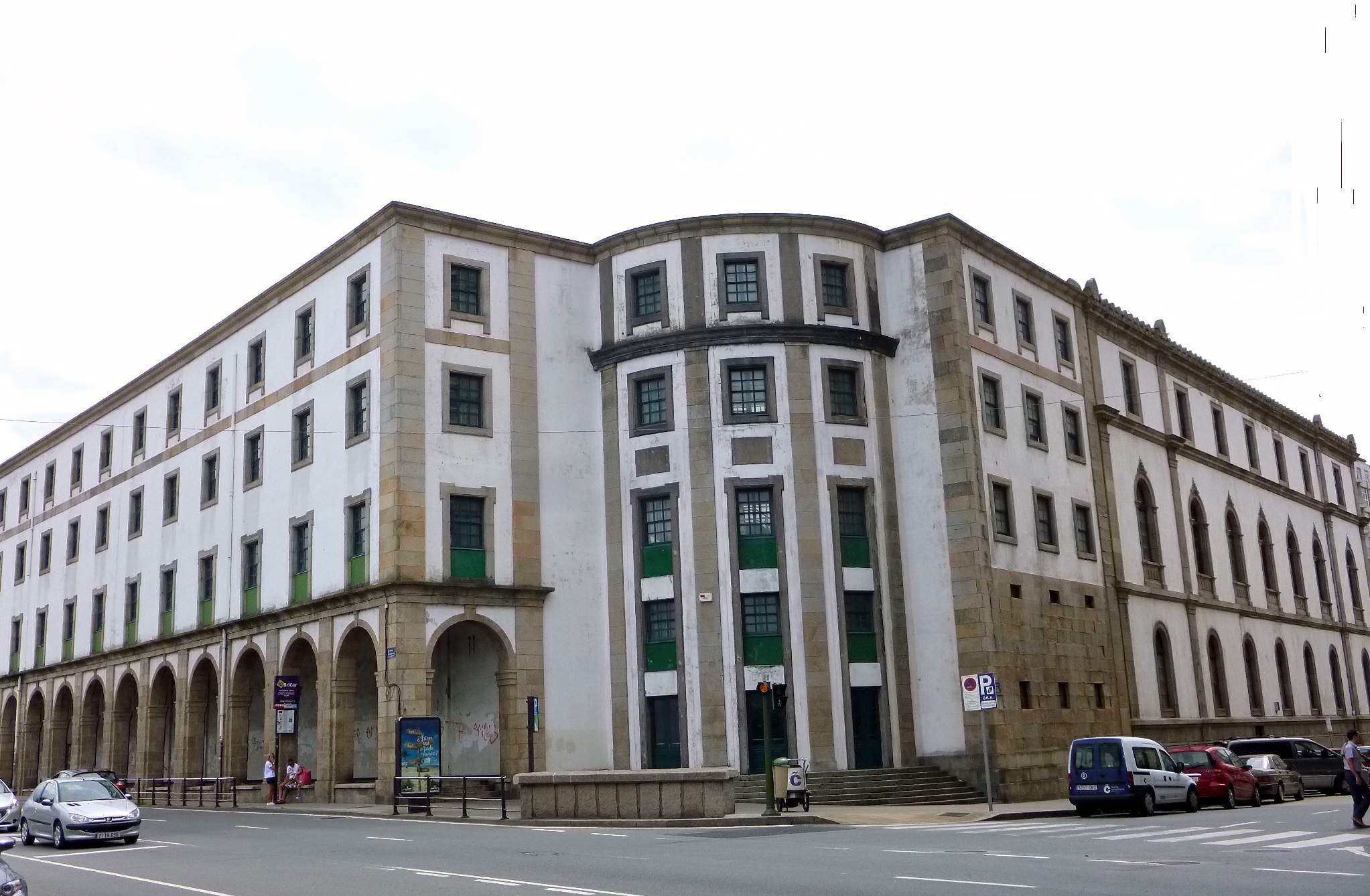
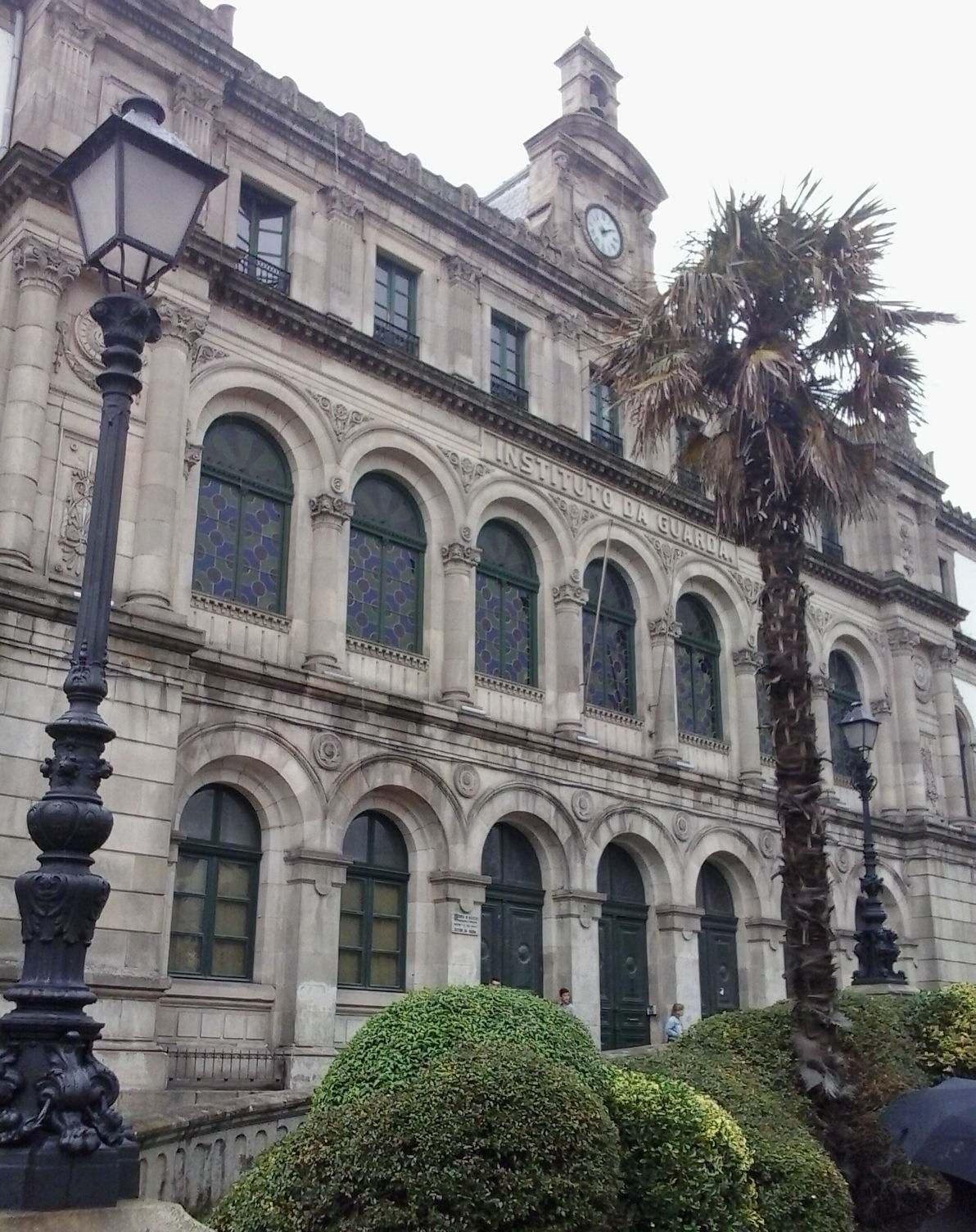
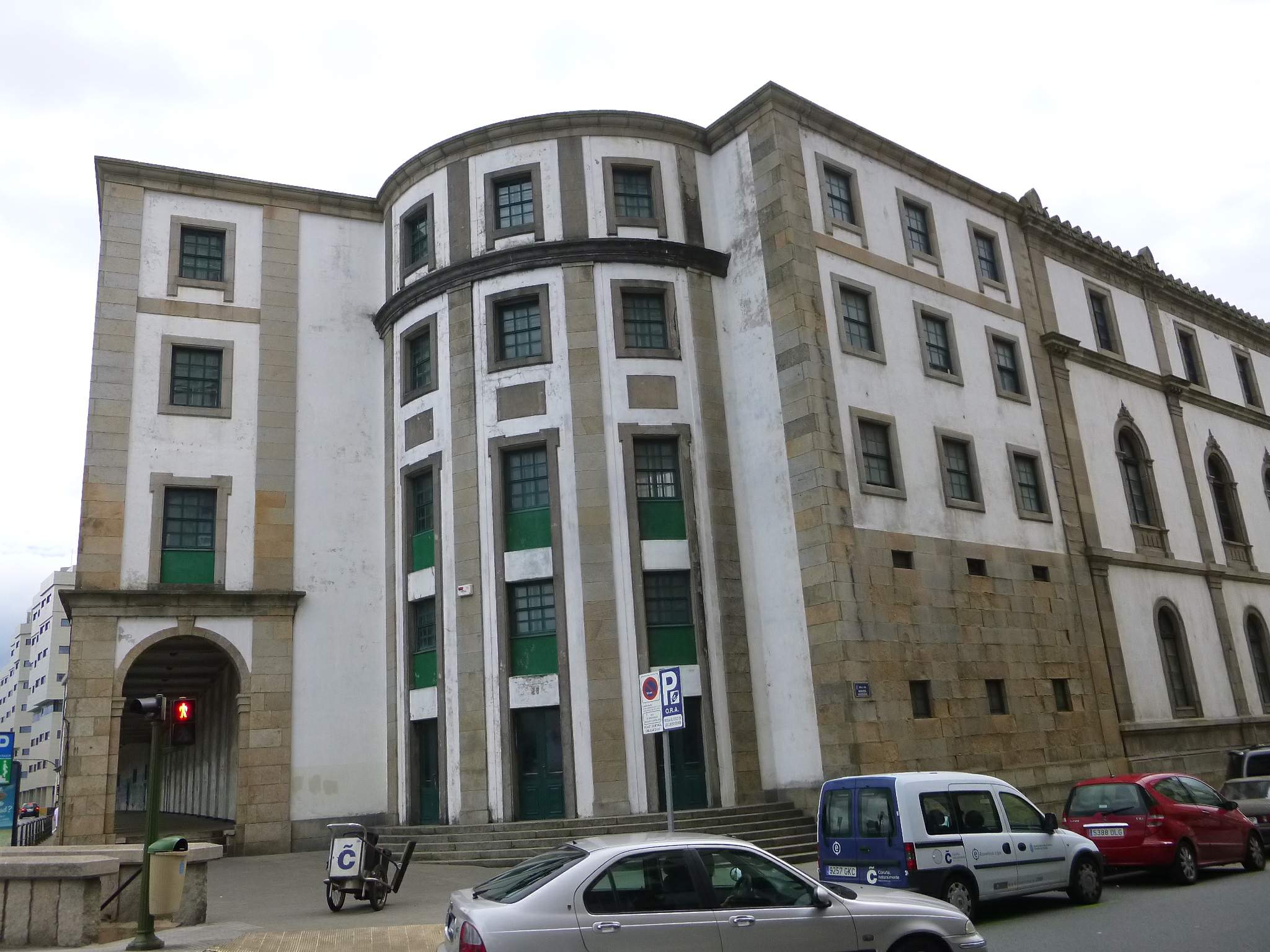
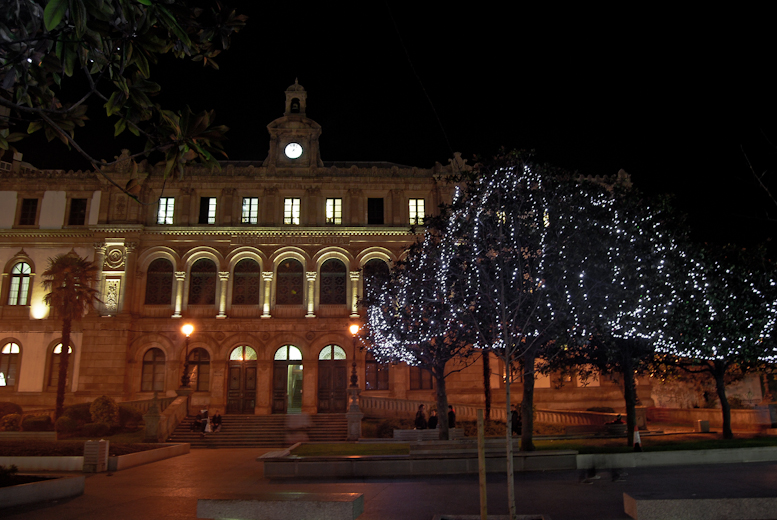

## Voir également